# 이잠 (조선 중기의 무신)
이잠(李潛, ? ~ 1593년)은 조선 중기의 무신으로 임진왜란 당시 진주성에서 혈전을 치루다가 전사했다.
본관은 철성, 자는 사소, 호는 자암으로 무과에 급제해 1592년 임진왜란 당시 제찰사 휘하에 있다가 적개의병장 변사정에 의해 부장으로 임명되었다.
처음에는 나이가 어려 병사들이 우습게 보였으나 상과 벌이 정확하고 병사들과 생사를 같이해 후에는 모두 잘 따랐다고 한다.
1593년 제2차 진주성 전투에서 충청병마절도사 황진과 함께 싸우다가 전사했다.
사후 병조참의에 추증되고 진주 충민사에 배향되었다.